# Wojciech Grabowski (malarz)
Wojciech Grabowski (ur. 1850 w Krakowie, zm. krótko przed 4 czerwca 1885 we Lwowie) – polski malarz, brat Andrzeja.

## Życiorys
Studia odbył w Krakowie, Monachium (w końcu października 1871 r. zgłosił się do Akademii Sztuk Pięknych – Naturklasse) i Wiedniu. Mieszkał we Lwowie, mając zamiłowanie do motywów ludowych wędrował po kraju. Pozostawił głównie rysunki kredkami, węglem i akwarele. Najlepsze z nich: 4 pory roku (Paryż), Polonus (zbiory rapperswylskie), Życie artysty, Czarownice i portret brata Andrzeja Grabowskiego, malarza. Wiele swoich rysunków z życia ludu umieścił w „Kłosach”, „Biesiadzie literackiej” i „Tygodniku Illustrowanym”.

## Galeria

Wybrane prace Grabowskiego
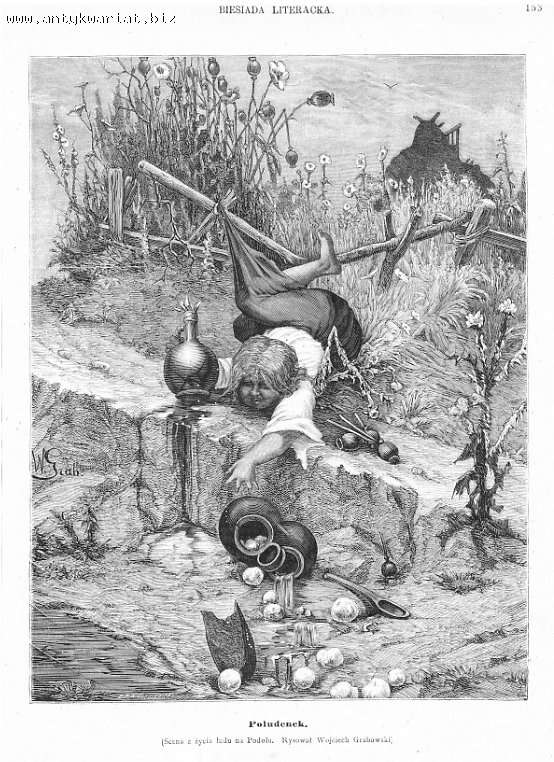
Poludenek, 1879
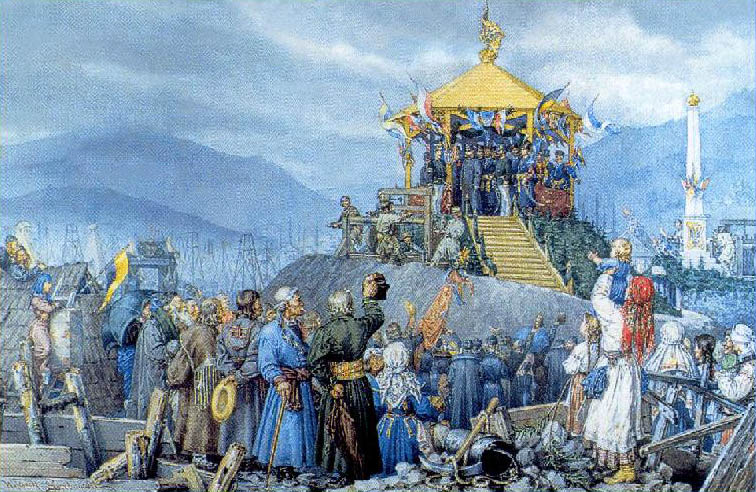
Wizyta Franciszka Józefa I w Borysławiu
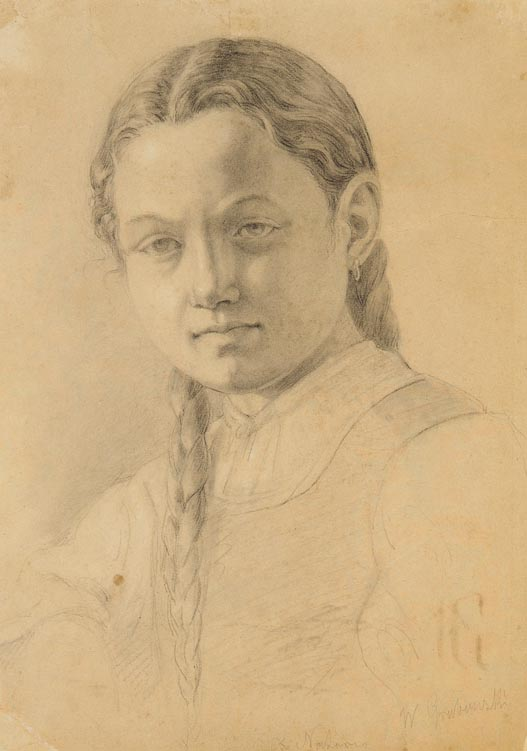
Dziewczyna o długich warkoczach, 1880
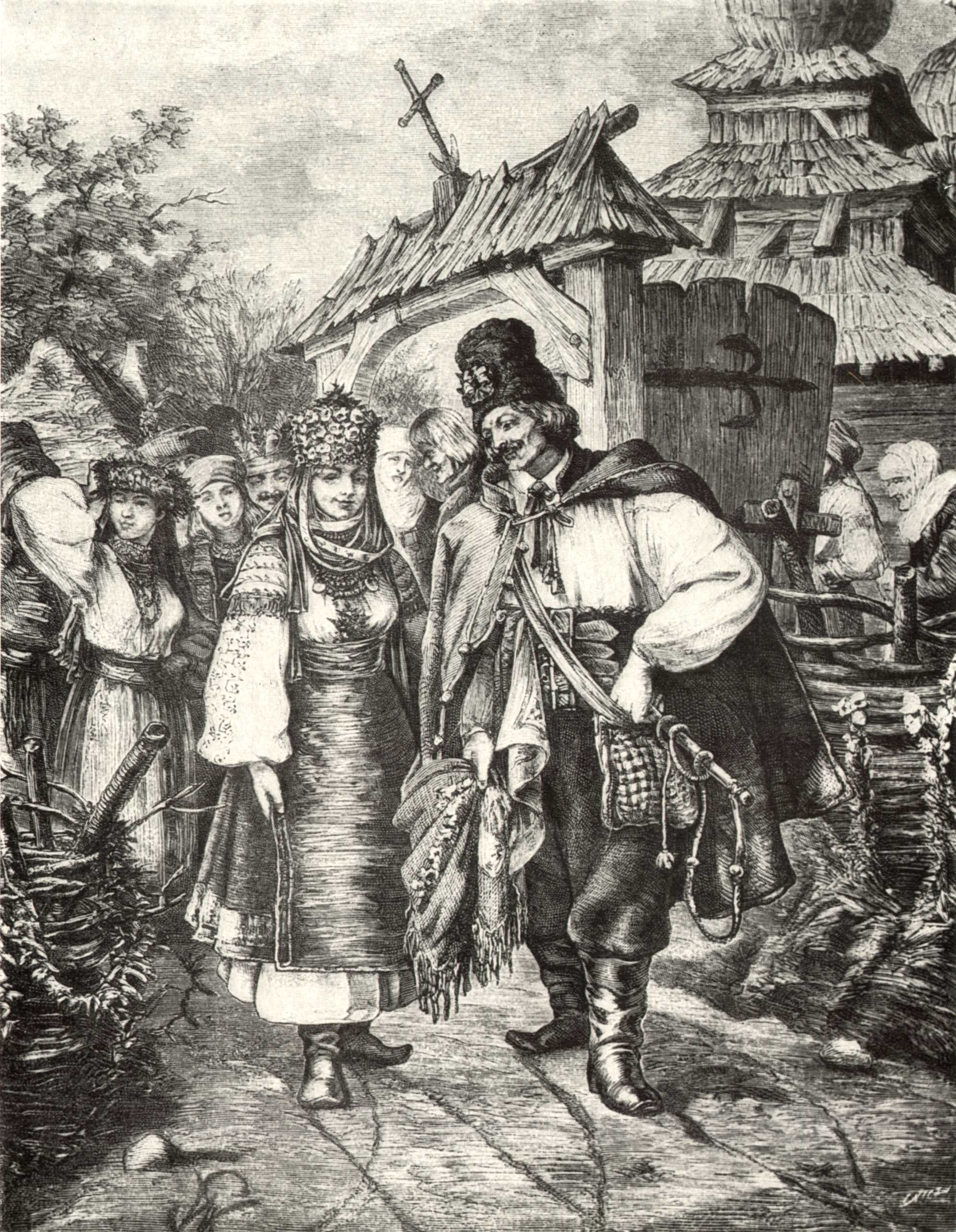
Molodi z Horodenky, 1984
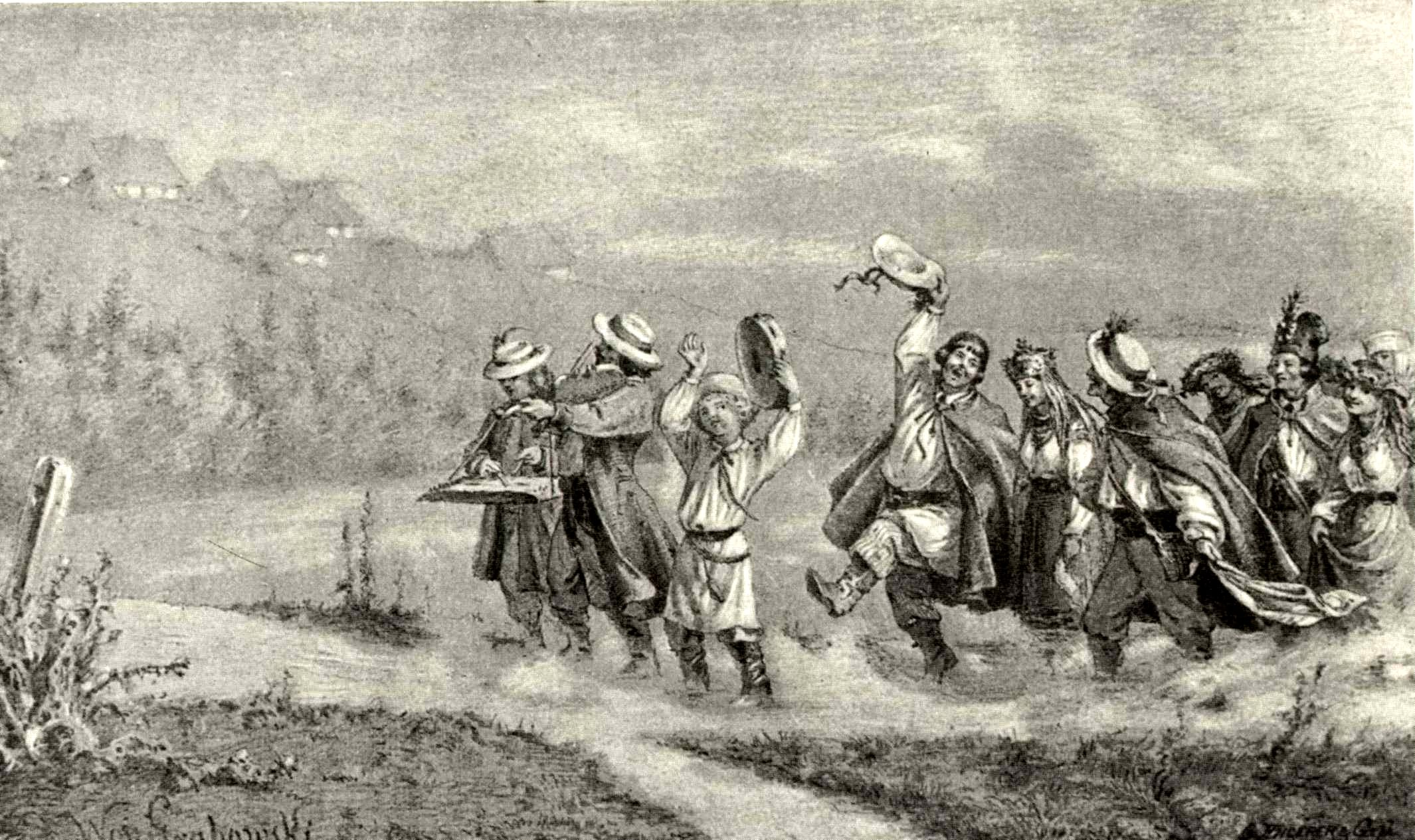
Wesilja na Podolii, 1885